# 福勒頓 (印地安納州)
福勒頓（英語：Fowlerton）是一個位於美國印地安納州格蘭特縣的城鎮。

## 人口
根據2010年美國人口普查的數據，福勒頓的面積為0.51平方千米，當中陸地面積為0.51平方千米，而水域面積為0.00平方千米。當地共有人口261人，而人口密度為每平方千米512人。